# Schneehore
Das Schneehore, auch Schneehorn, ist ein 3180 m ü. M. hoher Berg in den westlichen Berner Alpen auf der Grenze zwischen den Kantonen Wallis und Bern in der Schweiz.

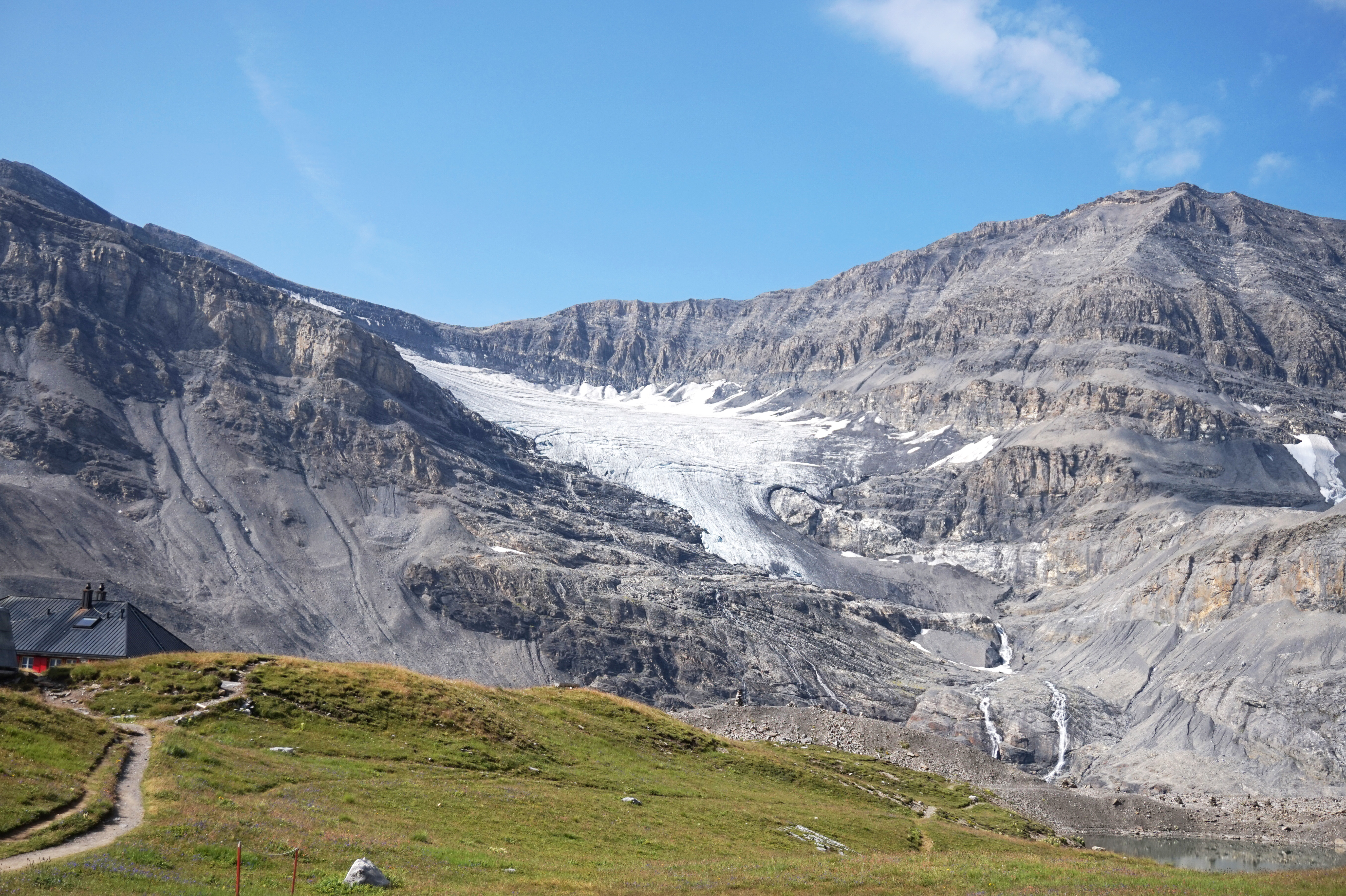
Ostflanke mit Lämmerengletscher von der Lämmerenhütte gesehen

Der Berg gehört zum Wildstrubelmassiv und erhebt sich am Ostrand des Plaine-Morte-Gletschers, der rund 400 Meter tiefer liegt. An den Nordhängen des Schneehore liegt ein Teil des Wildstrubelgletschers, am Osthang hängt der Lämmerngletscher, der im Süden von einem Rothorn und im Osten von einem Schwarzhorn (3105 m ü. M.) eingefasst wird.
Der Gipfel befindet sich auf einem Grat, der vom Wildstrubel (3244 m ü. M.) an der Ostseite des Plaine-Morte-Gletschers nach Südosten führt. Nordwestlich vom Schneehore liegt der Schneehorepass (3059 m ü. M.), hinter dem sich das Chli Schneehore (3147 m ü. M.) erhebt. Im Süden, getrennt vom Schneejoch (3017 m ü. M.), erhebt sich das Rothorn (3103 m ü. M.).
Das Schneehore hat eine Schartenhöhe von 121 Metern (Schneehorepass) und eine Dominanz von 2,2 Kilometern (Wildstrubel).
Das Schneehore ist der höchste Berg der Gemeinde Crans-Montana. Dieses Dorf liegt im Südwesten. Die Flanken im Nordwesten des Berges gehören zur Gemeinde Lenk. Das Gebiet auf der Nordostseite des Grats gehört zur Gemeinde Leukerbad. Das Dorf Salgesch liegt im Süden.